# Mauri (rzeka)
Mauri (hiszp. Río Mauri) – rzeka w Ameryce Południowej, w Boliwii i Peru. Długość rzeki wynosi 100 km. 